# Adrian Young
Adrian Young (Long Beach, 26 agosto 1969) è un batterista e percussionista statunitense, componente del gruppo californiano No Doubt.
I suoi genitori sono due hippy. Inizia il suo approccio nel mondo della musica attraverso le sue prime influenze musicali, rappresentate dai Doors, Jimi Hendrix, Bob Marley e molti altri artisti rock e reggae. Ben presto però si avvicina al punk e soprattutto al potente suono dei Ramones. Prende a far parte dei No Doubt nel 1989, quando del gruppo facevano parte Eric Stefani, sua sorella Gwen e Tony Kanal. In particolare Adrian apprese dalla copertina di un demo venduto ai concerti della band che stavano cercando un nuovo batterista. Nell'occasione il giovane Adrian si presentò e dichiarò che era già affermato come batterista e che suonava da anni, invece era semplicemente un dilettante, ma nonostante tutto fu preso a far parte dei No Doubt. Insieme a lui venne preso anche il chitarrista Tom Dumont. Spesso, inoltre, accompagna e si esibisce in tour con gli amici e colleghi The Vandals.